# La-un (huyện)
La-un (tiếng Thái: ละอุ่น) là một huyện (amphoe) của tỉnh Ranong, miền nam Thái Lan.

## Lịch sử
Năm 1932 Tiểu huyện (king amphoe) được lập làm thuộc Mueang Ranong. Ngày 28 tháng 6 năm 1973, đơn vị này được nâng cấp thành huyện. Năm 1996, trụ sở mới của huyện được xây dựng.

## Địa lý
Các huyện giáp ranh (từ phía bắc theo chiều kim đồng hồ) là: Kra Buri of Ranong Province, Sawi, Lang Suan và Phato của tỉnh Chumphon, và Mueang Ranong of Ranong again. Về phía tây bên kia cửa sông Kraburi là Tanintharyi Division của Myanma.

## Hành chính
Huyện này được chia thành 7 phó huyện (tambon), các đơn vị này lại được chia ra thành 35 làng (muban). La-un là một thị trấn (thesaban tambon) nằm trên một phần của tambon La-un Tai và Bang Phra Tai. Có 3 Tổ chức hành chính tambon.
| \| STT. \| Tên \| Thai \| Số làng \| Dân số \| \| \| ---- \| -------------- \| ---------- \| ------- \| ------ \| \| \| 1. \| La-un Tai \| ละอุ่นใต้ \| 6 \| 1302 \| \| \| 2. \| La-un Nuea \| ละอุ่นเหนือ \| 11 \| 1011 \| \| \| 3. \| Bang Phra Tai \| บางพระใต้ \| 3 \| 924 \| \| \| 4. \| Bang Phra Nuea \| บางพระเหนือ \| 5 \| 3118 \| \| \| 5. \| Bang Kaeo \| บางแก้ว \| 5 \| 4036 \| \| \| 6. \| Nai Wong Nuea \| ในวงเหนือ \| 2 \| 1149 \| \| \| 7. \| Nai Wong Tai \| ในวงใต้ \| 3 \| 966 \| \| | Map of Tambon  |            |         |        |  |
| STT. | Tên            | Thai       | Số làng | Dân số |  |
| 1. | La-un Tai      | ละอุ่นใต้     | 6       | 1302   |  |
| 2. | La-un Nuea     | ละอุ่นเหนือ   | 11      | 1011   |  |
| 3. | Bang Phra Tai  | บางพระใต้   | 3       | 924    |  |
| 4. | Bang Phra Nuea | บางพระเหนือ | 5       | 3118   |  |
| 5. | Bang Kaeo      | บางแก้ว     | 5       | 4036   |  |
| 6. | Nai Wong Nuea  | ในวงเหนือ   | 2       | 1149   |  |
| 7. | Nai Wong Tai   | ในวงใต้     | 3       | 966    |  |